# Björns trädgård

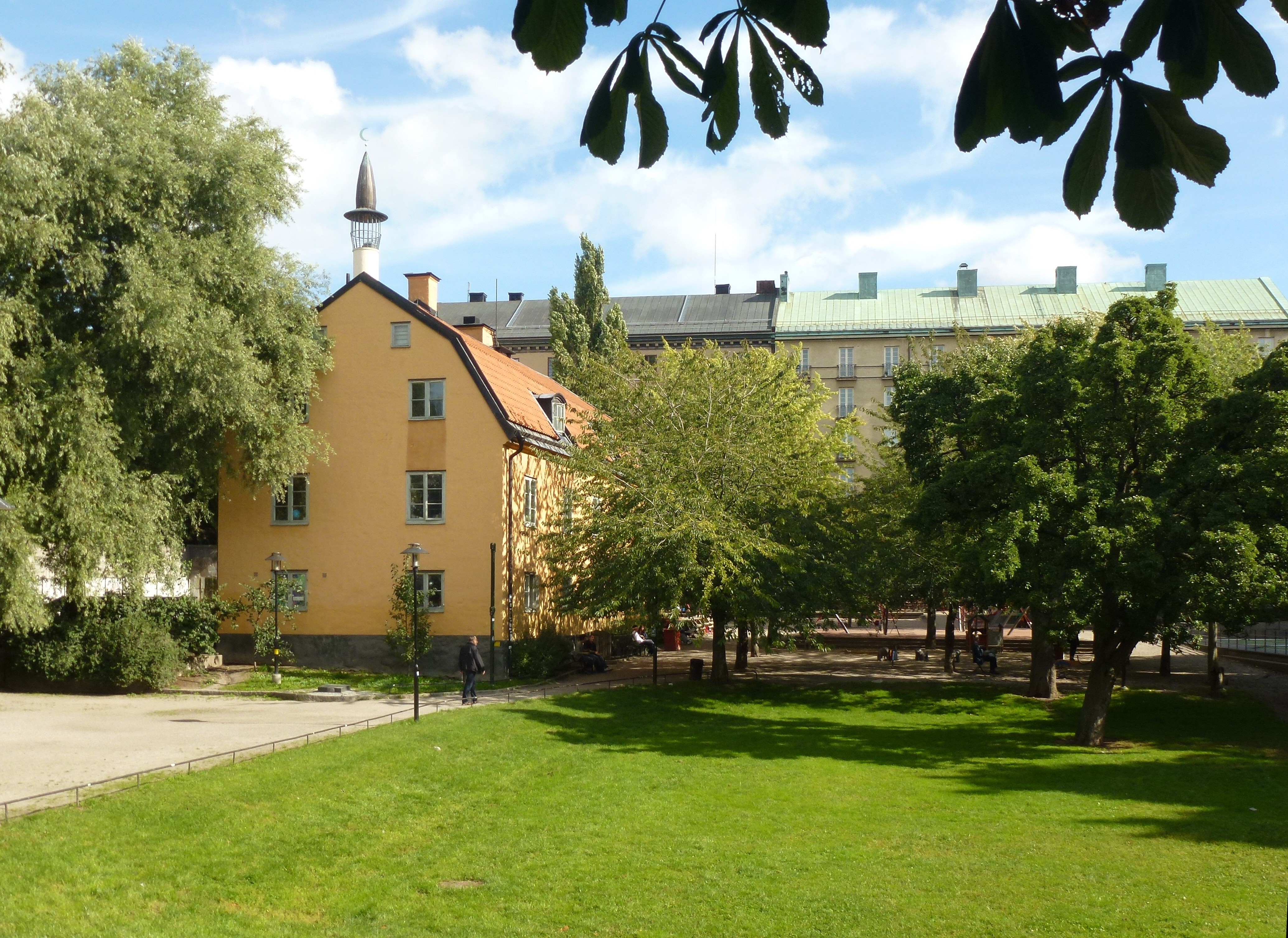
Björns trädgård och före detta malmgården i september 2012.

Björns trädgård är en park vid Götgatan på Södermalm i Stockholm, i anslutning till Medborgarplatsen. Ovanför trädgården ligger Stockholms moské och det stora bostadshuset "Söderslottet" byggt 1882–1883. Den äldre byggnad som finns i parken idag är resterna efter Björns malmgård med anor från 1600-talet. Vissa delar av kvarteret Björns Trädgård påminner idag fortfarande om mönsterträdgården som fanns här. Den före detta malmgården är blåmärkt av Stadsmuseet i Stockholm, vilket innebär att den utgör "synnerligen höga kulturhistoriska värden".

## Malmgården

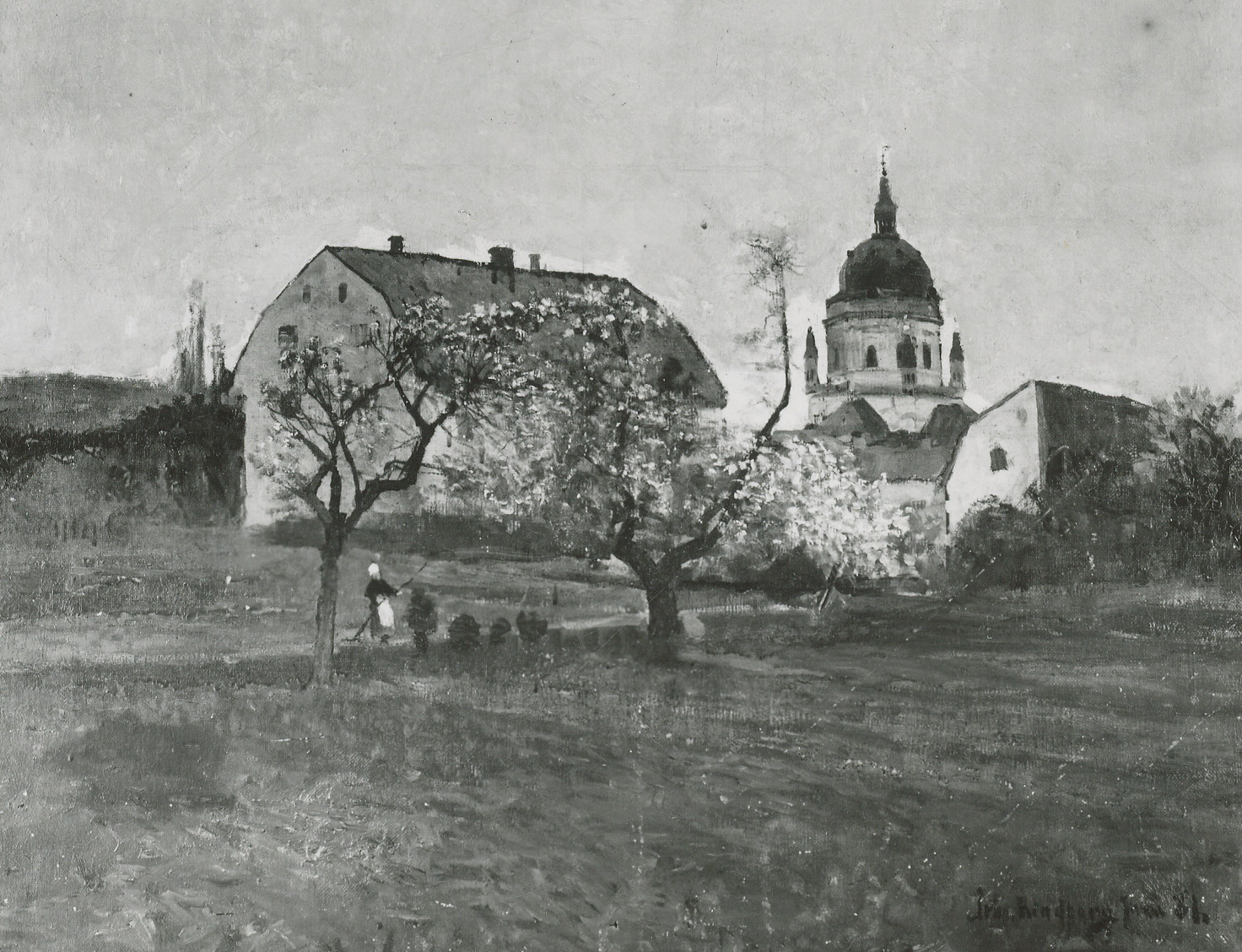
Björns trädgård av John Kindborg 1881.

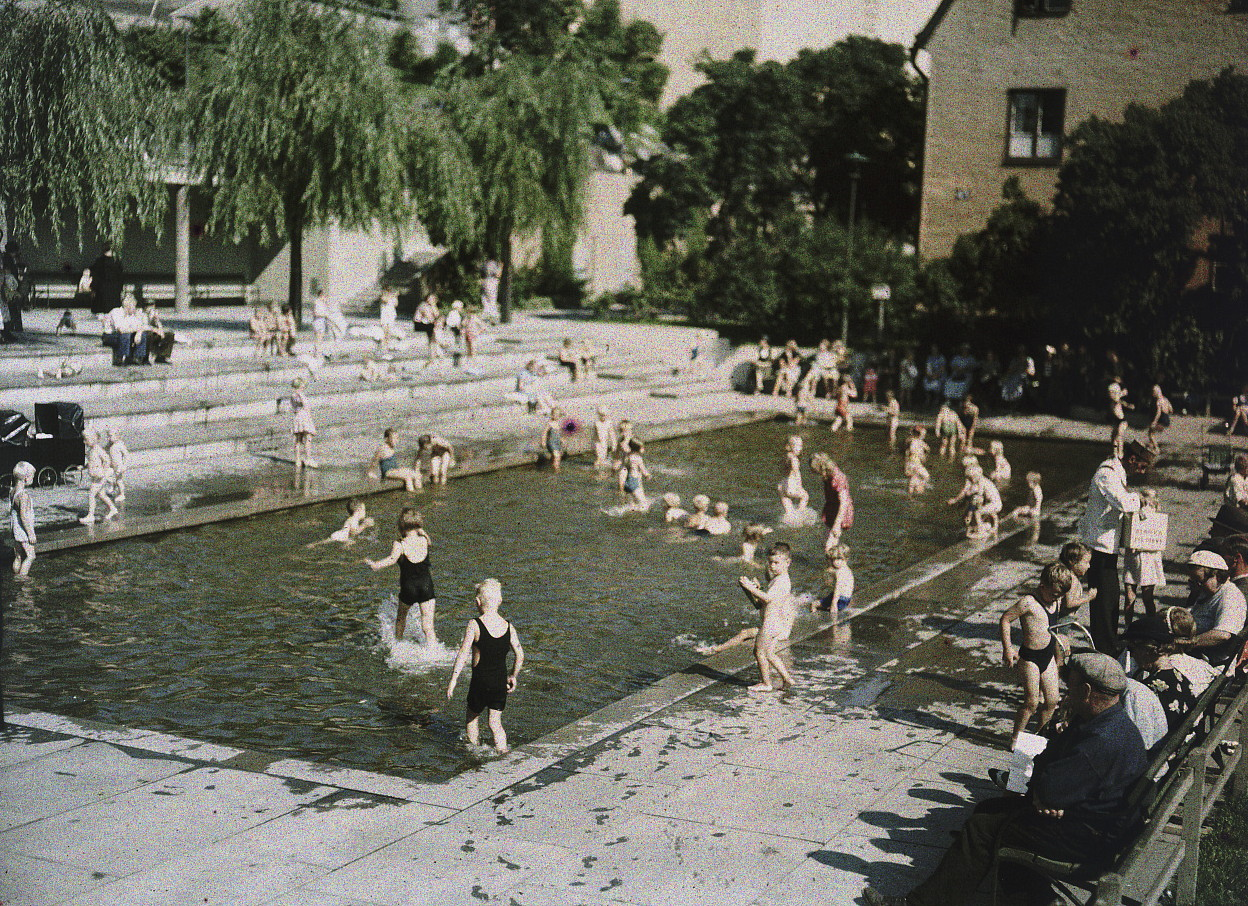
Plaskdamm i Björns trädgård 1937.

På 1640-talet blev Hans Weyler ägare till den tomt som numera kallas Björns trädgård. Egendomen övertogs av Kristian Osthoff som 1766 lät uppföra den nuvarande byggnaden; till en början fanns bara undervåningen. Nästa ägare, trädgårdsmästaråldermannen Fredrik Holmgren, byggde på en våning och gjorde andra ombyggnader. Efter Holmgren följde Sven Bergqvist, även han trädgårdsmästarålderman. Denne hade en dräng, Carl Gustaf Björn, som gifte sig med en av hans döttrar och blev trädgårdsmästare och riksdagsman. Han förvärvade egendomen efter Bergqvists död 1858 och köpte flera tomter i omgivningen. 
Sonen Karl Fredrik Björn var medicine kandidat och mycket intresserad av botanik och läkeväxter. Därför anlade han en botanisk mönsterträdgård på Södermalm. Han var också en förmögen fastighetsägare, som vid sin död 1915 testamenterade två och en halv miljoner kronor till en rad institutioner. År 1959 lät Stockholms stads barnavårdsnämnd ombygga huset för ungdomsverksamhet. Vid upprustningen återställdes 1700- och 1800-talsinredningen.

## Parken
År 1925 började Stockholms stad med anläggningsarbetena för en lekplats för mindre barn. 1929 igångsattes upprustningen av parkens äldre partier och 1933–1935 tillkom terrasspartier och stödmurar samt en (numera igenlagd) plaskdamm vid malmgårdens västra gavel. Hela området inhägnades också. I samband med bygget av Södertunneln spolierades en del av parkens västra sida men återställdes sedermera. I mitten av 1930-talet öppnades en mjölkbar för hela 350 gäster, ritad av arkitekt Holger Blom.
I parken återfinns skulpturen Grodan av Per Hasselberg, gjuten i brons 1943. Där ligger också en traditionell parklek med fem varma betonghundar, lektåget "Orientexpressen"  och Stockholms första platsgjutna skatebowl skapad i ett samarbete mellan konstnären Torbjörn Berg och landskapsarkitekten Pia Englund.